# 연기군선거관리위원회
연기군선거관리위원회(燕岐郡選擧管理委員會)는 연기군 지역의 공정한 선거관리 및 깨끗한 선거문화의 실현, 선거를 통한 국민화합과 국가발전에 기여하기 위하여 설립된 대한민국 중앙선거관리위원회 충청남도선거관리위원회 소속기관으로 연기군 선거관리위원회 사무과장(4~5급)은 서기관 또는 행정사무관으로 보한다. 충청남도 연기군 조치원읍 대첩로 59(신흥리 269-2)에 위치하고 있었다. 세종특별자치시 출범으로 2012년 7월 2일 세종특별자치시선거관리위원회 출범과 함께 폐지되었다.

## 조직

### 비상임위원(7인)

#### 사무과장
- 관리계
- 지도홍보계